# 14400 Baudot
A 14400 Baudot (ideiglenes jelöléssel 1990 WO4) a Naprendszer kisbolygóövében található aszteroida. Eric Walter Elst fedezte fel 1990. november 16-án.

## Kapcsolódó szócikk
- Kisbolygók listája (14001–14500)